# Rey de Reyes (2014)
Rey de Reyes 2014 fue la decimoctava edición Rey de Reyes, un evento de pago por visión de lucha libre profesional producido por Asistencia Asesoría y Administración. Tuvo lugar el 16 de marzo de 2014 desde la Plaza de Toros Monumental "Lorenzo Garza" en Monterrey, Nuevo León.

## Resultados
- Dinastía, El Elegido, Faby Apache y Pimpinela Escarlata derrotó a Mamba, Mini Charly Manson, Sexy Star y Silver King[3][4]
- Daga (C) derrotó a Argenis, Australian Suicide, Súper Fly reteniendo el campeonato Crucero AAA[3][4]
- Angélico y Jack Evans derrotaron al Hijo del Fantasma y Psicosis,  Aerostar y Drago y Demon Rocker y Machine Rocker ganando el campeonato de parejas AAA[3][4]
- Fénix vs Crazy Boy vs Joe Líder vs Niño Hamburguesa vs Juventud Guerrera vs Pentagón Jr. vs Steve Pain vs Eterno en un domo de la muerte[3][4]
  - El último que quede dentro del domo, perderá su cabellera o su máscara
- Equipo AAA: Cibernético, Electroshock y Psycho Clown vs La Suciedad: vs Jeff Jarrett, Máscara Año 2000 Jr. y Texano Jr.[3][4]
- Blue Demon Jr. (c)  vs Chessman por el Campeonato Latinoamericano AAA[3][4]
- La Parka vs Zorro vs El Hijo del Perro Aguayo vs Black Warrior en la final del torneo Rey de Reyes[3][4][5]